# مسابقات قهرمانی مارول
بازی مسابقات قهرمانی مارول به انگلیسی("Marvel ContestChampions") در دسامبر 2014 منتشر شد این بازی بر پایه واساس شخصیت های خیالی مارول کامیکس ساخته شده است.دراین بازی حضور شخصیت های جذاب از مارول نیز تایید شده. این بازی مهیج دارای هفت قانون(فصل)متنوع است که ادامه قانون قبل را روایت میکنندهرفصل دارای چهار بخش به (غیر از ۳فصل اول) وهر بخش دارای شش مرحله وهرشش مرحله دارای چندین ماموریت است.

## جستار های وابسته
- کالکتور
- کانگ فاتح
- اولتران
- تانوس
- مایسترو
- گرندمستر

## شخصیت ها
شخصیت های خیالی در بازی حضور دارند که همگی با الهام از شخصیت های مارول ایجاد شده اند. به شش کلاس عادی و یک کلاس ویژه تقسیم میشوند که شامل:مهارت،تکنولوژی،علوم،عرفانی،کیهانی و جهش یافته کلاس ویژه:ترکیبی.کلاس ها بر هم برتری دارند مانند یعنی کلاس عرفانی نسبت به کلاس کیهانی دارایی مزایائی است وکلاس علوم هم نسبت به عرفانی بازی داری شخصیت های غیر قابل پخش وقابل پخش است شخصیت های غیر قابل پخش غول اخرهستد.کلاس ترکیبی نیز بر تمام کلاس ها داری برتری می باشد.
شخصیت های غول اخر
کانگ فاتح:تکنولوژی
تانوس:کیهانی
مایسترو:ترکیبی
کالکتور:ترکیبی
گرند مستر:ترکیبی
شخصیت های متحد موقت
کانگ فاتح :تکنولوژی
تانوس :کیهانی
مایسترو:ترکیبی
کالکتور:ترکیبی
گرندمستر :ترکیبی
تانوس(دستکش ابدیت):ترکیبی
شخصیت ها
ماشین نبرد:تکنولوژی
هالک:علوم
ثور:کیهانی
سنتری:علوم
ووید:علوم
مرد عنکبوتی کلاسیک:علوم
مرد عنکبوتی دور از خانه:مهارت
مرد عنکبوتی سیمبوتی:کیهانی
مرد عنکبوتی تم استارک:تکنولوژی
مرد اهنین (استارک):تکنولوژی
مرد اهنین جنگ ابدیت(استارک):تکنولوژی
سوپر مرد اهنین(استارک):کیهانی
هالک جاویدان:علوم
بیزاری:علوم
بیزاری جاویدان:علوم
هالک رنگاروک:علوم
کانگ فاتح:تکنولوژی
تانوس:کیهانی
ددپول:جهش یافته
ددپول(ایکس فورس):جهش یافته
گلد پول:جهش یافته
پلادیوم پول:جهش یافته
ولورین( پروژه ایکس):جهش یافته
ثور رنگاروک:مهارت
هلا:کیهانی
دکتر استرنج:عرفانی
دکتر دووم:عرفانی
دورمامو:عرفانی
ونوم:کیهانی
ونومپول:کیهانی
کارنیج:کیهانی
ونوم اردکه:کیهانی
ولورین:جهش یافته
ولورین(X23):جهش یافته
لوکی:عرفانی
ویژن:تکنولوژی
اسکارلت ویچ:عرفانی
مگنتو:جهش یافته
مگنتو خاندان M:جهش یافته
گیوتن:عرفانی
انجلا:کیهانی
گیوتن2099:تکنولوژی
جادو:عرفانی
من ثینگ:عرفانی
مسترسینستر:جهش یافته
سوپرمی:کیهانی
آپوکالیپس:جهش یافته
قهرمان:کیهانی
قهرمان قدرت سنگ:ترکیبی
پروفسور ایکس:جهش یافته
جین فاستر(ثورمقتدر):عرفانی
خانم عنکبوتی(گوئن استیسی):علوم
شخصیت های رویداد:
قهرمان قدرت سنگ:ترکیبی
تانوس(دستکش ابدیت):ترکیبی
تانوس (نمالیس):ترکیبی
کالکتور(نمالیس):ترکیبی

## داستان
مقدمه:داستان بازی از انجایی شروع شد که ولورین در حال سفر کردن ناگهان به کالکتور بر می خورد کالکتور باiso 8 ولورین را تبدیل به کریستال میکند میکند وبعد نشان داده میشود که هزاران نفر از جمله هالک، ثور، گامورا مرد عنکبوتی ، ددپول وغیره نیز به کریستال تبدیل شده اند.وبعد داستان جایی را نشان میدهد که کانگ فاتح متوجه میشود کالکتورiso8را در اختیاردارد، و به همین علت او هم به یک قادر مطلق تبدیل میشود. و کالکتور و کانگ فاتح شروع به ساخت دنیای جنگ میکنند.در ان زمان شخصیت قرار دهنده که درواقع ماهستیم راوارد داستان میکنند وما را وارد چالش میکند.
قانون اول:کانگ فاتح به قرار دهنده چالش های را توضیح میدهد واورا وارد چالش میکند ولی قرار دهنده پیروز میشود کالکتور موجوداتی به نام اکتپد میسازد که کار قهرمانان را تقلید میکنند وحدود هزاران نفر هستند وانها را برای کشتن قرار دهنده میفرستد ولی قرار دهنده از پس برخی از انها برمی اید وبرخی دیگر نیز فرار میکنند کالکتور به کانگ پیشنهاد ساخت یک جهان نبرد میدهد وکانگ فاتح قبول میکند وقرار دهنده را نیز وارد نبرد میکنند قرار دهنده متوجه میشود که کالکتور می خواهد کانگ را سرنگون کند پس به کانگ خبر میدهد وکانگ هم کالکتور راشکست میدهد وقرار دهنده را به عنوان معتمد خود انتخاب میکند کالکتور هم ریسکی خطرناک انجام میدهد، و تانوس را از کریستال ها ازاد میکند تا کانگ را سرنگون کند قرار دهنده هم به تانوس می پیوندد.
قانون دوم(کانگ فاتح):کانگ هم تصمیم به ازاد کردن جاگرنات میگرد وکار های زیاد انجام میدهد تانوس به کانگ میگوید دست از کار هایش بر دارد وگرنه با خاک یکسان میشود کانگ قبول نمی‌کند وبه جاگرنات فرمان حمله به تانوس را میدهد تانوس در مدت کوتاهی جاگرنات را نابود میکند به کانگ میگوید اشتباه کرده ونابود خواهد شد.تانوس به قرار دهنده میگوید که برایش یک سنگ به رنگ زرد وبا قدرتی باور نکردنی برایش بی اورد قرار دهنده این کار را انجام میدهد.تانوس با استفاده از سنگ سپاهی قدرتمند از کانگ را نابود میکند ولی کانگ به صورت پنهان سنگ را میدزدد وسنگ را به کیهان پرتاب میکند تا،تانوس نتواند از سنگ استفاده کند.تانوس دست به ساخت دوباره اولتران میزند تانوس به استفاده از اولتران به کانگ حمله میکند.غافل ازاینکه کالکتور درحال صحبت با یک شخصیت ناشناس است ناشناس مگوید که وقتش فرا رسیده که کارمان را عملی کنیم کالکتور هم بله مگوید درحالی که اولتران به کانگ فاتح حمله میکند وسپاهی هم از اولتران ها ساخته ناگهان توسط کانگ شکست میخورد کانگ به تانوس می گویید تو هر گز توان شکست دادن مرا نخواهی داشت ناشناس با تانوس مواجه میشود به او میگوید هرکس زودتر کانگ را نابود کند iso8 برای او خواهد بود تانوس به کانگ فاتح به همراه قرار دهنده حمله میکند ودر نهایت کانگ را میکشد.غافل ازاینکه نقشه ناشناس این بوده کا اول کانگ وبعد تانوس نابود شوند.کالکتور به ماگوید ناشناس همان بروس بنر است،هالک فناناپذیر،وبعد در مقابل او زانو میزند وبه میگوید مایسترو.
قانون سوم(تانوس):مایسترو توضیح میدهد که یک زره ساخته که توانایی کنترل یک سنگ ابدیت را دارد.او سنگ ابدیت را به دست اورده وحالا سلاح های قدرتمند قهرمانان از جمله سپر کاپیتان آمریکا پتک رونان شمشیر عرفانی گیوتن شمشیر های ددپولو...راباخود حمل میکند ودراخیار دارد او می گویید حالا مهار ناپذیر است به کالکتور فرمان میدهد تانوس را کنترل کند تا در اختیار او در اید وگرنه نابودش کن تانوس قبول نمی‌کند ومیگوید که میخواهد مایسترو را نابود کند مایسترو خشمگین میشود وبه تانوس حمله میکند ولی سپاهی که برای حمله به تانوس ساخته بود نابود میشوند مایسترو میگوید کارهایی دارد دکتر استرنجاز کریستال ازاد میشود ولی پس از انکه با مایسترو مخالفت میکند مایسترو اورا نابود میکند و کاپیتان مارول را ازاد میکند ولی کاپیتان نیز مخالفت میکند ونابود میشود مایسترو راکت راکون را ازاد میکند ولی او هم مخالفت میکند ونابود میشود مایسترو مگنتو را ازاد میکند.ولی او هم مخالفت میکند ونابود میشود مایسترومیگوید این نفر اخریست که ازاد میکند و میگویید او هالک است هالک ازاد میشود وبا مایسترو مخالفت میکند وبه او حمله میکند جنگ سختی درمیگیرد ودرنهایت مایسترو پیروز میشود وهالک را نابود میکند مایسترو بار دیگر اولتران رامیسازد اولتران در مقابل مایستروزانو میزند وقسم میخورد از او حمایت میکند وسپاهی از خودش میسازد ومیگوید وقت تشکیل سپاه بیشتر است مایسترو به قرار دهنده میگویید به اولتران کمک کن قرار دهنده قبول میکند .استاد به تانوس حمله میکند وسپاه الترانش همراه او هستند تانوس شکست میخورد وبار دیگر به کریستال تبدیل میشود مایسترو میگویید قرار دهنده تحت حمایت من و اولتران ها است او حالا یک قادرمطلق است.
قانون چهام(مایسترو):مدتی از زمان نبرد با تانوس گذشته و مایستروجهان را وارد اشوب کرده کالکتور از کارهای مایسترو به ستوه امده و تصمیم گرفته با همکاری کردن با قرار دهنده مایسترو را سرنگون کند قرار دهنده باکمک کردن به کالکتور متوجه حضور گوئن استیسی (خانم عنکبوتی )میشود که با همکاری با جین فاستر (ثور)می شود ولی انها توسط ونوم نابود میشوند ونوم اکتپد ها را با ترکیب کردن با سیمبوت به سیمبوتد تبدیل میکند وبه جنگ با قرار دهنده و مایسترو میفرستد وقرار دهنده و مایسترو به کمک هم انها را نابود میکنند بعد از مدتی قرار دهنده متوجه میشود رئیس سمبوتد ها ونوم است بعد از شکست دادن سیمبوتدها با ونوم روبه رو میشود ودر نهایت ونوم رابه کمک مایسترو شکست میدهد و به مایسترو میرسد مایسترو متوجه خیانت قرار دهنده وکالکتور میشودو به سادگی قرار دهنده و کالکتور راشکست میدهد قرار دهنده و کالکتور از گیوتن کمک می خواهد و به کمک گیوتن به مایسترو ضربه ای سنگینی میزنند مایسترو روی زمین می افتد کالکتور به او میگویید یا تسلیم شو یا بمیر مایسترو میگویید من هر گز شکست نمی‌خورم دستش را باز میکند یکی از شش سنگ ابدیت در دستانش است وبا سنگ ابدیت کالکتور را بیهوش میکند ولی ناگهان یک مشت مایسترو را بیهوش میکند سنگ ابدیت برروی زمین می افتد همه متوجه میشوند که تانوس برگشته تانوس سنگ ابدیت را بر میدارد و در دستکش ابدیت قرار میدهد ومیگویید من اجتناب ناپذیرم.
قانون پنجم(کالکتور)